# Семеновы (Кировская область)
Семёновы — деревня в Слободском районе Кировской области в составе Бобинского сельского поселения.

## География
Находится на расстоянии примерно 12 км на северо-восток от Нового моста через Вятку в городе Киров.

## История
Известна с 1670 года как «полдеревни Максимовские», в 1764 году учтен 41 житель, деревня принадлежала Вятскому архиерею. В 1873 году в деревне (Максимовская или Семёновы) учтено дворов 12 и жителей 90, в 1905 19 и 65, в 1926 13 и 65, в 1950 27 и 99. В 1989 году отмечен 21 житель. Нынешнее название утвердилось с 1939 года. Деревня имеет дачный характер.

## Население
Постоянное население  составляло 6 человек (русские 100%) в 2002 году, 5 в 2010.